# Университет Правительства Москвы
Московский городской университет управления Правительства Москвы имени Ю. М. Лужкова (Университет Правительства Москвы) — государственное высшее учебное заведение Москвы. Университет учрежден Правительством Москвы в 1994 году на базе Академии народного хозяйства РФ как «высшая школа». В 2004 году ей присвоен статус «университета». Основное направление — подготовка, повышение квалификации и переподготовка управленческих кадров городских и муниципальных органов управления.

## История
В начале 1994 года распоряжением мэра Москвы Юрия Лужкова была учреждена Московская высшая школа управления на базе Академии народного хозяйства Российской Федерации. В 1997 году высшая школа была преобразована в Московский городской институт управления, получив статус городского высшего общеобразовательного учреждения. Учредителем учебного заведения стало Правительство Москвы.
В 2004 году институт прошёл аттестацию и государственную аккредитацию, получив статус «университета», и был переименован в Московский городской университет управления.
Согласно Указу Президента Российской Федерации Владимира Путина от 13 февраля 2020 года университету будет присвоено имя Юрия Лужкова.

## Руководство университета
С 2002 по 2007 годы учебным заведением руководила доктор исторических наук, кандидат юридических наук, профессор, академик РАЕН Татьяна Викторовна Ужва.
С 2007 по 2012 год ректором Университета Правительства Москвы был доктор экономических наук, доктор военных наук Василий Максимович Глущенко.
С 2012 по 2014 годы университетом руководил доктор экономических наук, профессор Андрей Маркович Марголин.
С 23 июля 2014 года во главе учебного заведения стал кандидат психологических наук Василий Юрьевич Фивейский.
Ранее В. Ю. Фивейский работал в структуре Правительства Российской Федерации, отвечал за разработку и внедрение технологии формирования Федерального резерва управленческих кадров и подготовку кадров Аппарата Правительства РФ, стоял у истоков создания Федерального портала управленческих кадров. Также в 2011—2014 годах замещал должность заместителя начальника Управления государственной службы и кадров Правительства Москвы.

## Образовательная деятельность
Университет готовит специалистов в сфере городского и государственного управления, юристов, экономистов, специалистов в области международных отношений. Также университет обеспечивает повышение квалификации и переподготовку руководителей и специалистов федеральных и региональных органов власти.
В Университете Правительства Москвы реализуются следующие уровни профессионального образования:
- высшее образование — бакалавриат;
- высшее образование — магистратура;
- высшее образование — аспирантура;
- дополнительное профессиональное образование:
  - очные программы повышения квалификации
  - дистанционные программы повышения квалификации
  - профессиональная переподготовка

Помимо образовательных проектов университет реализует проекты по оценке персонала, кадровому аудиту, а также оказывает консалтинговые услуги по экономическому и финансовому анализу.
C 2011 года в университете действует Центр кадровой диагностики, который оценивает уровень знаний и подготовленности московских чиновников.
В 2016 году университет анонсировал и запустил онлайн-обучение для чиновников и всех москвичей. Кроме основных программ, был проведен онлайн-курс по управлению стрессом для московских чиновников, на котором, в частности, их учили справляться со стрессом во время встреч с жителями.
Также в 2016 году университет запустил годичную программу MBA для руководителей частных клиник, в рамках которой их обучают особенностям работы в системе ОМС и организации бизнес-процессов.
В 2017 году Центр развития здравоохранения МГУУ совместно с Правительством Москвы реализовывал проект по формированию резерва управленческих кадров для медицинских организаций столицы. Эксперты университета участвовали в оценке потенциальных кандидатов, а сам университет предоставлял бесплатное обучение победителям конкурса.
В ноябре 2017 года Центр развития здравоохранения МГУУ совместно с фондом помощи хосписам «Вера», благотворительным фондом «Подари жизнь» и ведущими столичными клиниками запустил дистанционный курс обучения для волонтеров и медицинских работников.

## Кафедры
В Московском городском университете управления Правительства Москвы созданы следующие кафедры:
- Кафедра государственного управления и кадровой политики (зав. кафедрой — д.э.н. Г. А. Сульдина)
- Кафедра социально-гуманитарных дисциплин и истории права (зав. кафедрой — д.п.н. К. И. Вайсеро)
- Кафедра управления государственными и муниципальными закупками (зав. кафедрой — д.ю.н. Г. Н. Дёгтев)
- Кафедра экономики городского хозяйства и жилищного права (зав. кафедрой — к.э. н. О. А. Горанова)
- Кафедра юриспруденции (зав. кафедрой — д.ю.н. Михаил Барщевский)
- Кафедра финансового менеджмента и финансового права (зав. кафедрой — к.э.н. Е. А. Данчиков)

## Рейтинги
В 2016 году Университет Правительства Москвы признан одним из самых открытых университетов Москвы и попал в «Перечень лучших вузов по результатам независимой оценки качества образовательной деятельности организаций высшего образования», составленный МИА «Россия сегодня» при поддержке Минобрнауки России.

## Партнёры (международные связи)
- Пражский экономический университет (Чешская Республика)
- Фонд Конрада Аденауэра (Германия)
- The Bridgeway group (США)
- Карлтонский университет (Канада)
- Немецкая академия менеджмента Нижней Саксонии (Германия)
- Баварская высшая школа управления и права (Германия)
- Университет имени Эразма Роттердамского (Нидерланды)
- Cisco Systems International B.V. (США)
- Crown Agents for Oversea Governments and Administration (Великобритания)
- Университет MODUL (Австрия)
- Академия государственного управления при Президенте Республики Казахстан
- Академия управления при Президенте Республики Беларусь
- Белорусский государственный университет
- Консалтинговая компания (executive search) Ward Howell
- Международная Ассамблея столиц и крупных городов (МАГ)

В рамках сотрудничества между правительством Москвы и московским представительством Фонда Конрада Аденауэра студенты университета ежегодно выезжают на стажировку в Германию, знакомятся с работой местных органов власти и получают практический опыт и знания.
Университет Правительства Москвы реализует совместно с Пражским экономическим университетом проект «Academy Learning», в рамках которого московские студенты имеют возможность получить одновременно и диплом бакалавра Российской Федерации, и диплом бакалавра Пражского экономического университета с приложением, действительным на территории Европейского союза.

## История здания
В 1822 году участок земли по Сретенки между Панкратьевским и Даевым переулками принадлежал купчихе Прасковье Журовой. Было 2 деревянных здания. Позже владения переходят в собственность «дочери коллежской секретарши Львовой, по мужу Жуковской».
В 1830 началось строительство каменного двухэтажного дома с характерными арочными, «витринными» окнами первого этажа, предназначенного под лавки и магазины.
Позже владельцами стали «московские купеческие сыновья» Василий и Герасим Иванович Шагаевы. В 1858 году братья надстроили 3-й нежилой этаж.
В 1882 – владелец Василий Иванович Шагаев. Архитектор И. Богомолов надстроил 4 этаж, сделав 3-й жилым. Дом превратился в доходным с жилыми квартирами разного ценового уровня, при этом на первом этаже сохранялись магазины.
С 1895 года – появилась новая хозяйка, а именно «жена купца» Дарья Васильевна Ильина. Ильины делают ремонт. Живут здесь чиновники, торговые служащие, обеспеченные вдовы и студенты.
У здания не было номера, так как дома называли по имени домовладельца, так Сретенку 28 именовали «домом Ильиной» до 1914 года.
В 1916 году на Сретенке 28 помимо лавок и магазинов на первом этаже, на втором этаже была лечебница на 15 коек, в которой вели ежедневный прием 6 врачей-акушеров.
После 1917 года 1-й этаж оставался торговым. Квартиры стали коммуналками. Лечебница работала. Перед войной частично помещение занимал мастерские/мануфактура.
После войны на Сретенке 28 был филиал детской поликлиники 15, жилые квартиры и общежития Ремстройтреста.  
В 1960 здание признали ветхим (из-за множества настроек и типа грунта) и передается Государственному рементно-управляющему управлению «Энергоуголь» Госплана РСФСР. На первом этаже расположилась экспериментально-исследовательская лаборатория по автоматике и проектно-конструкторское бюро, но при этом люди в доме продолжали жить.
В 1986 здание было переведено в нежилой фонд.
В 1992 года здание попало в перечень объектов, реконструкция которых осуществляется силами и за счет средств инвесторов (Дом освободили и он стоял пустым). Заказчиком реконструкции стало предприятие «Сибнефтегаз», создав план. Реконструкция обещала быть дорогой, но инвесторы – Мосбизнесбанк и Сбербанк не скупились (реализовывая другой проект внутри имеющегося здания).
В 1999 году здание было приобретено в собственность города Москвы для размещения в нем МГУУ мэрии Москвы. Архитектором стал М.Н. Казарновский, взяв за основу «Сибнефтегаз».
В 2000 году реконструкция завершилась и в 2001 году осуществился.